# Josep Barberà i Humbert
Josep Barberà i Humbert (Barcelona, 27 de gener de 1877 - Barcelona, 19 de febrer de 1947) fou un compositor català i professor del Conservatori de Música del Liceu, que es dedicà a la teoria i educació musical.

## Biografia
Josep Barberà va formar-se a l'Escolania de les Escoles Pies de Sant Antoni i després va estudiar amb Felip Pedrell al Conservatori del Liceu de Barcelona, d'on més tard fou professor d'harmonia i composició, i director (1931-1938); allà, entre d'altres alumnes tingué a Juli Pons i del Castillo i Ireneu Segarra.
El 1917 va donar el seu primer Curs de Melòdica, que va atreure l'atenció de músics i intèrprets de l'època. Gràcies a aquest petit èxit, l'Ajuntament de Barcelona va subvencionar les edicions següents. Arran d'aquest curs, la pedagoga Maria Montessori li va encarregar l'estudi de l'educació musical dels nens a les seves escoles.
Amb la dictadura de Primo de Rivera es van suprimir l'escola Montessori i el curs de melòdica. Llavors, el 1925, Josep Barberà es va incorporar com a professor d'harmonia, contrapunt, fuga, composició i instrumentació al Conservatori de Liceu, dirigit llavors per Joan Lamote de Grignon.
L'any 1931 Lamote va presentar la dimissió per excés de treball i va ser llavors quan Josep Barberà va ser nomenat director del Conservatori, que ja havia substituït Lamote en ocasions anteriors. De la seva activitat com a director durant aquest temps, i fins al 1936, podem destacar la creació de la classe d'òrgan, l'inici de l'Orquestra de Conservatori i el naixement de diverses filials que van contribuir a l'ampliació d'aquesta institució.
En esclatar la Guerra Civil, el Conservatori de Liceu i les seves entitats annexes van ser confiscades per la Generalitat, que va nomenar un delegat per a comandar la institució. No obstant això, el director i els professors de Conservatori van continuar en els seus llocs. Durant el mandat de Barberà com a director, el Conservatori va augmentar el nombre de professors i d'assignatures, amb la creació de les càtedres de Formes Musicals, Música de Cambra, Educació Musical i Extensions d'Harmonia en la Melodia. També es van ampliar altres assignatures i es va obtenir subvenció per a crear i mantenir una biblioteca i una discoteca. En aquest ambient van sorgir tensions greus, que acabarien minvant la voluntat i l'interès de Barberà, que renunciaria al càrrec a principis de març de 1938. Però el conseller Carles Pi i Sunyer no li va admetre la dimissió fins al mes de maig. Amb això va acabar la seva direcció i, a l'entrar els franquistes, el 26 de gener de 1939, va ser separat del Conservatori.
Paral·lelament a la direcció del Conservatori, Barberà també va formar part del Consell de l'Escola Nova Unificada (CENU), i va presidir la Ponència d'Ensenyament en substitució de Joan Alavedra. També va ser nomenat tresorer de la Comissió Editorial de la Música Catalana, creada per la Generalitat el 1938.
Feu diversos estudis sobre la cançó popular i participà en l'Obra del Cançoner Popular de Catalunya. Entestat a divulgar les qüestions teòriques entre el gran públic, va editar un Curso de melódica, interessant per a la pedagogia musical del seu temps, un Tratado de armonía i Cuatro lecciones de alta teoría musical. Aquestes publicacions varen despertar l'interès de Maria Montessori, qui l'any 1919 li va demanar que estudiés la forma més efectiva per l'educació musical a l'escola primària, entrant a formar part del Laboratori de Recerca Pedagògica. Fruit d'aquests estudis va publicar un informe sobre L'educació musical a l'escola primària a la revista Quaderns d'Estudi del Consell de Pedagogia de la Diputació de Barcelona
Com a compositor, va escriure música per a orquestra, música de cambra, instruments de corda, veu i acompanyament, i cor; així com harmonitzacions de cançons populars catalanes i espanyoles. Per a orquestra va escriure: Simfonia en La menor; Simfonieta; Simfonia sintètica; El fumador d'opi (scherzo); L'enterro de la bruixa; Nénia; Paisatge nevat; Crepúscul d'hivern; Els ballaires dintre un sac; tres Idilis; tres visions bíbliques: Jahel, Agar i Ruth; Clar de lluna; i Alfeu i Aretusa.
El fons personal de Josep Barberà es conserva a la Biblioteca de Catalunya.

## Escrits musicals
Hi han quatre lliçons d'alta teoria musical, Barcelona, J.M.Massó, 1948; Curso de melódica; Lecciones de composición musical; Tratado de armonía.

## Obres
- Música simfònica: Alfeu i Aretusa, Poes, 1933; Crepúsculo de invierno; Danza fantástica; El fumador de opio; Els Ballaires; Entierro de la bruja, Fant; Jahel, Agar y Rutch. Obertura; Paisaje nevado; Sinfonía en La menor; Sinfonía sintética; Sinfonieta, cu, p.
- Coro: Misa, 4V
- Órgano: Crepúsculo de invierno; El entierro de una virgen; El fumador de opio; Montanyes regalades; Tres miniaturas.
- Piano: Preludios, valses, estudios, y preludios y fugas.